# Villepinte (Senna-Saint-Denis)
Villepinte è un comune francese di 35 998 abitanti situato nel dipartimento della Senna-Saint-Denis nella regione dell'Île-de-France.
Ospita il Parc des expositions de Paris-Nord Villepinte, il polo fieristico più grande di tutta la Francia.

## Società

### Evoluzione demografica
Abitanti censiti

## Amministrazione

### Gemellaggi
- Schwendi, dal 1986